# جيرزي كريست
جيرزي كريست (بالبولندية: Jerzy Christ؛ بالألمانية: Jerzy Christ) هو لاعب هوكي الجليد بولندي وألماني، ولد في 15 سبتمبر 1958 في كاتوفيتسه في بولندا.

## وصلات خارجية
- جيرزي كريست على موقع EliteProspects.com (الإنجليزية)
- جيرزي كريست على موقع Eurohockey.com (الإنجليزية)
- جيرزي كريست على موقع أوليمبيديا (الإنجليزية)
- جيرزي كريست على موقع اللجنة الأولمبية البولندية (مؤرشف) (البولندية)
- جيرزي كريست على موقع اللجنة الأولمبية البولندية (مؤرشف) (البولندية)